# Linda Hunt
Linda Hunt, pseudonimo di Lydia Susanna Hunt (Morristown, 2 aprile 1945), è un'attrice statunitense.
Primo caso nella storia del cinema, la Hunt ha vinto il premio Oscar alla miglior attrice non protagonista nel 1984 nei panni maschili del fotoreporter Billy Kwan nel film Un anno vissuto pericolosamente. Dal 2009 al 2021 è stata uno dei protagonisti della serie televisiva NCIS: Los Angeles, primo spin-off di NCIS- Unità Anticrimine in cui ha interpretato il ruolo di Henrietta "Hetty" Lange.

## Biografia
Figlia di Raymond Davy Hunt (1902-1985), vicepresidente della Harper Fuel Oil, e Elsie Doying Hunt (1903-1994), un'insegnante di pianoforte che insegnava alla Westport School of Music e si esibiva con il Saugatuck Congregational Church Choir a Westport, Connecticut, la città in cui Hunt sarebbe cresciuta. Ha un fratello e una sorella maggiore di nome Marcia (nata nel 1940).
Hunt ha frequentato l'Interlochen Arts Academy e si è diplomata alla Goodman School of Drama presso ilArt Institute of Chicago (ora alla DePaul University).
L'attrice era una famosa attrice di teatro prima di entrare nel cinema e in televisione.

### Vita privata
Hunt è omosessuale, sentimentalmente legata dal 1978 a Karen Kline, una psicoterapeuta. Le due si sono sposate esattamente trent'anni dopo, nel 2008.
Durante le scuole superiori le venne diagnosticata una forma di nanismo ipofisario. Non soffre della sindrome di Turner, come invece affermano varie fonti.
L'attrice si è dovuta assentare dalle riprese della decima stagione di NCIS: Los Angeles a causa di un grave incidente stradale.

## Filmografia

### Attrice

#### Cinema
- Popeye - Braccio di Ferro (Popeye), regia di Robert Altman (1980)
- Un anno vissuto pericolosamente (The Year of Living Dangerously), regia di Peter Weir (1982)
- Dune, regia di David Lynch (1984)
- I bostoniani (The Bostonians), regia di James Ivory (1984)
- Eleni, regia di Peter Yates (1985)
- Silverado, regia di Lawrence Kasdan (1985)
- She-Devil - Lei, il diavolo (She-Devil), regia di Susan Seidelman (1989)
- Un poliziotto alle elementari (Kindergarten Cop), regia di Ivan Reitman (1990)
- Un agente segreto al liceo (If Looks Could Kill), regia di William Dear (1991)
- Un pezzo da 20 (Twenty Bucks) (1993)
- Prêt-à-Porter, regia di Robert Altman (1994)
- Relic - L'evoluzione del terrore (The Relic), regia di Peter Hyams (1997)
- Il segno della libellula - Dragonfly (Dragonfly), regia di Tom Shadyac (2002)
- I tuoi, i miei e i nostri (Yours, Mine and Ours), regia di Raja Gosnell (2005)
- Vero come la finzione (Stranger Than Fiction), regia di Marc Forster (2006)

#### Televisione
- La pensione (The Room Upstairs), regia di Stuart Margolin – film TV (1987)
- Space Rangers – serie TV, 6 episodi (1993)
- The Practice - Professione avvocati (The Practice) – serie TV, 24 episodi (1997-2002)
- The Unit – serie TV, 2 episodi (2007)
- Senza traccia (Without a Trace) – serie TV, episodi 6x17 - 6x18 - 7x01 (2008)
- NCIS: Los Angeles – serie TV (2009-2021) - Henrietta Lange
- Nip/Tuck – serie TV, episodio 6x01 (2009)
- Scorpion – serie TV, episodio 1x06 (2014)

### Doppiatrice
- Pocahontas, regia di Mike Gabriel e Eric Goldberg (1995)
- Pocahontas II - Viaggio nel nuovo mondo (Pocahontas II: Journey to a New World), regia di Tom Ellery e Bradley Raymond (1998)
- Solo: A Star Wars Story, regia di Ron Howard (2018)

## Riconoscimenti
- Premi Oscar
  - 1984 – Miglior attrice non protagonista per Un anno vissuto pericolosamente

- Teen Choice Awards
  - 2011 – Miglior attrice in una serie televisiva d'azione
  - 2012 – Miglior attrice in una serie televisiva d'azione

## Doppiatrici italiane
Nelle versioni in italiano dei suoi lavori, Linda Hunt è stata doppiata da:
- Miranda Bonansea ne I bostoniani, Silverado, She-Devil - Lei, il diavolo, Un poliziotto alle elementari, Un pezzo da 20, Relic - L'evoluzione del terrore, Il segno della libellula - Dragonfly, Vero come la finzione
- Paola Giannetti in Senza traccia, I tuoi, i miei e i nostri, NCIS: Los Angeles, Scorpion
- Vittorio Stagni in Un anno vissuto pericolosamente
- Rossana Bassani ne La pensione
- Isa Bellini in Prêt-à-Porter
- Marzia Ubaldi in The Practice - Professione avvocati
- Caterina Rochira in Nip/Tuck
- Gabriella Genta in Eleni

Come doppiatrice è sostituita da:
- Zoe Incrocci in Pocahontas (dialoghi), Pocahontas II - Viaggio nel nuovo mondo
- Paola Giannetti in Pocahontas (canto), Solo: A Star Wars Story
- Anna Cesareni in Carnivàle (st. 1)
- Massimo Corvo in Carnivàle (st. 2)